# Verbascum silifkense
Verbascum silifkense är en flenörtsväxtart som beskrevs av Hub.-mor.. Verbascum silifkense ingår i släktet kungsljus, och familjen flenörtsväxter. Inga underarter finns listade i Catalogue of Life.